# Mirni (Calmúquia)
|  | Per a altres significats, vegeu «Mirni». |

Mirni (en rus: Мирный) és un poble (un possiólok) de Calmúquia, a Rússia, segons el cens del 2021 tenia 503 habitants. Pertany al districte municipal d'Oktiabrski.